# Erhard Bus

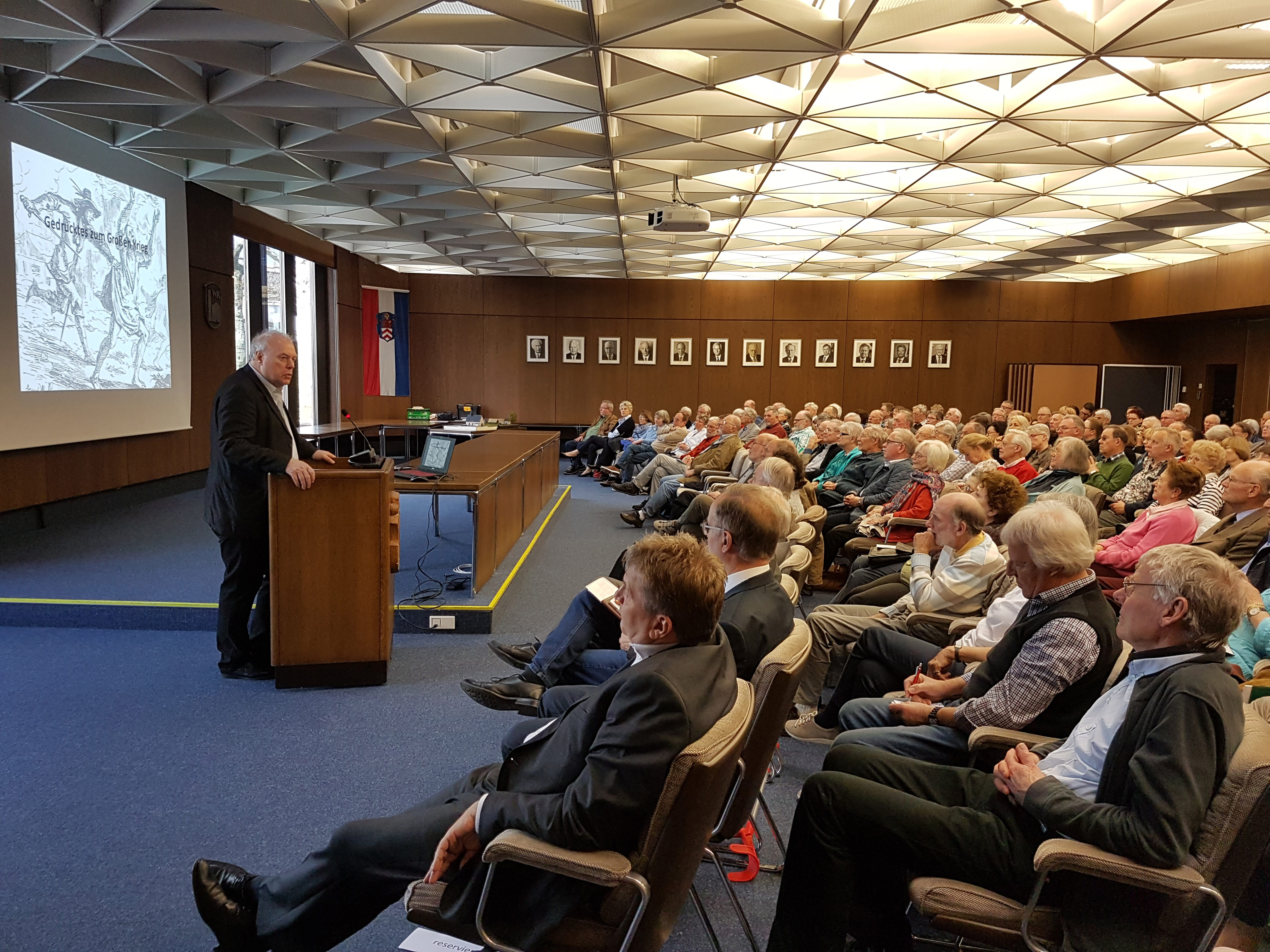
Erhard Bus bei einem Vortrag anlässlich des 8. Geschichtstag für Taunus und Main am 14. April 2018 in Oberursel

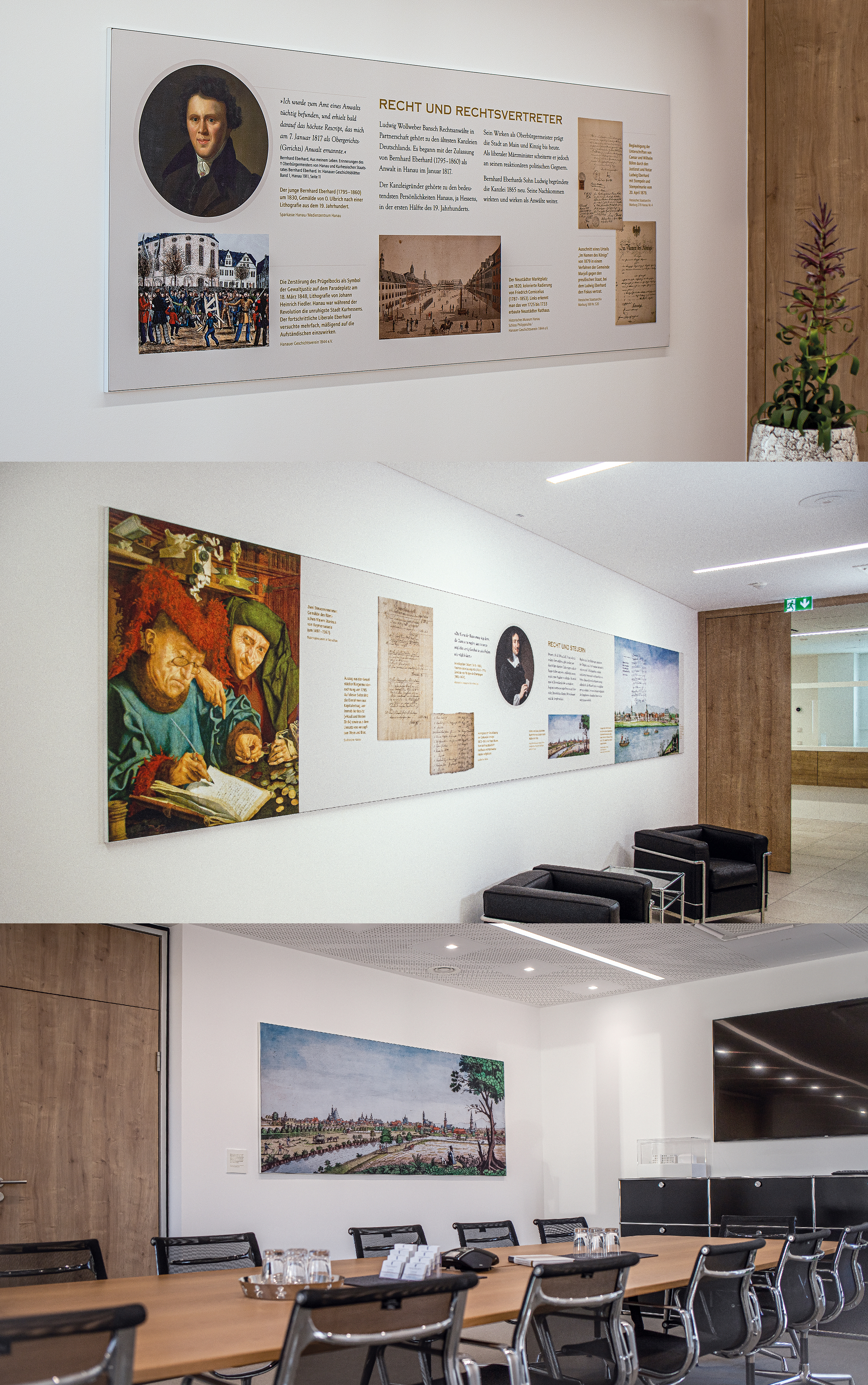
Von Erhard Bus konzipierte und in Zusammenarbeit mit United Power Fields (Hanau) entwickelte Wandtafeln zur Rechtsgeschichte im Neubau einer Anwaltskanzlei in Hanau.

Erhard Bus (geboren am 2. November 1953) ist ein freiberuflich tätiger deutscher Historiker. Zu seinen Arbeitsschwerpunkten gehören die Entwicklung inhaltlicher Vorgaben für Ausstellungen, die Erstellung von Unternehmens- und Ortschroniken, die Abfassung von Beiträgen zur Lokal- und Regionalgeschichte sowie die Durchführung von Vorträgen zu historischen Themen.
Der Historiker verfasste u. a. die Chroniken zur Geschichte der Sparkassen und des DRK in der Region sowie die Ortschroniken von Kleinostheim, Klein-Auheim und Windecken. Außerdem kuratierte er u. a. die Dauerausstellung im Museum Jagdschloss Kranichstein bei Darmstadt sowie zwei Sonderausstellungen im Historischen Museum Schloss Philippsruhe, Hanau.
Für eine große Anwaltskanzlei in Hanau wirkte Bus maßgeblich an einer Publikation zur Geschichte des Hauses und einer Jubiläums-Ausstellung mit. Außerdem konzipierte er einige Wandtafeln mit Texten und Bildern sowie einer Begleitbroschüre zur Rechts- und Verfassungsgeschichte im Neubau der Kanzlei.
Im Jahr 2018 konnte Bus eine Publikation zur Hanauer Union und in Kooperation mit der „Société Louis Appia“ in Genf eine Ausstellung zum Leben von Dr. Louis Appia, des in Hanau geborenen Mitbegründers der internationalen Rotkreuzbewegung, präsentieren. Im gleichen Jahr erhielt er den Kulturpreis des Main-Kinzig-Kreises.
Gegenwärtig arbeitet Erhard Bus an Powerpoint-Vorträgen vorrangig zur Regionalgeschichte, aber beispielsweise auch zu Themen wie dem Weinbau in früheren Zeiten, dem Dreißigjährigen Krieg, dem hessischen Judentum, der Erhebung von 1848/49 oder dem Ersten Weltkrieg mit seinen Folgen.
Erhard Bus lebt in Nidderau-Windecken und ist Mitglied im Arbeitsausschuss des Hanauer Geschichtsverein 1844 e.V.

## Ausstellungs- und Museumskonzepte in Auswahl
- 1988–1993: Museum der Stadt Nidderau – Konzeption und Realisierung für ein Museum mit Kulturbetrieb. Geschichte * Ausstellungen * Kultur * Brauchtum unter einem Dach
- 1993: Die Schlacht bei Dettingen 1743 im Museum der Gemeinde Karlstein
- 1993–1998: Inventarisierung und Feinkonzeption für den Jagdhistorischen Rundgang im Museum Jagdschloss Kranichstein
- 2007–2008: Vorbereitung und Leitung der Ausstellung: Nidderau im Großen Krieg. Ereignisse, Erfahrungen, Folgen 1618–1648 – 2008.
- 2008–2009: Konzepterarbeitung und Einrichtung der Ausstellung: „Vom Kastell zum Stadtteil“ im Historischen Museum Schloss Philippsruhe, Hanau, anlässlich der 950-Jahr-Feier der Ersterwähnung Kesselstadts
- 2011: Sonderausstellung zum Jubiläum „375 Jahre Lamboyfest Hanau“ und zum Dreißigjährigen Krieg in Hanau und Umgebung
- 2013: Ausstellung „Die Franzosen kommen!“ im Historischen Museum Schloss Philippsruhe
- 2017: Ausstellung „200 Jahre LUDWIG WOLLWEBER BANSCH“
- 2018: Sonderausstellung in der Hanauer Alten Johanneskirche zu 200 Jahre Hanauer Union
- 2018: Sonderausstellung zum Lamboyfest „Die schlimmsten Jahre des Großen Krieges in der Grafschaft Hanau-Münzenberg“
- 2018: Sonderausstellung im Hanauer Rathaus zum Leben und Wirken von Louis Appia, Arzt und Mitbegründer des Roten Kreuzes
- 2019: Dauerpräsentation zur Rechts- und Kanzleigeschichte für den Neubau einer großen Anwaltskanzlei in Hanau.
- 2019: Sonderausstellung „Der Dreißigjährige Krieg in der Region an Main und Kinzig“
- 2023: Sonderausstellung „Rebellion, Revolution, Restauration. Hanau den Jahren 1830 bis 1850“

## Auszeichnungen
- 2018: Kulturpreis des Main-Kinzig-Kreises[1] in der Kategorie Heimat- und Zeitgeschichtliche Forschung

## Publikationen in Auswahl
(Monografien und Artikel in Sammelbänden)
- Großdeutsches im Kleindeutschen Reich: Wirkung und Verbreitung des großdeutschen Gedankenguts im Deutschen Reich zwischen Reichsgründung und Abschluss des Zweibundes. Lutz, Darmstadt 1986, ISBN 3-925889-03-5
- Stadt Windecken 1288 - 1988. Historische Festschrift zur 700-Jahr-Feier der Stadterhebung Windeckens, hrsg. vom Magistrat der Stadt Nidderau, Nidderau 1988
- An unsre Mitbürger. 125 Jahre Rotes Kreuz in Stadt und Landkreis Hanau 1869 - 1994. Hanau 1994, ISBN 3-9803940-1-8.
- Revolution 1848/49. Reisen in die deutsche Geschichte (CD-ROM), CD-ROM Verlag Troisdorf 1998. ISBN 3-932045-57-2
- Kleinostheim. Fortschritt mit Tradition. Zur Geschichte einer Gemeinde von 1800–2000. Gemeinde Kleinostheim, Hanau 1999, ISBN 3-00-005114-7.
- „Nichts für uns, alles für das Rote Kreuz.“ Zur Geschichte der Rotkreuzbewegung in Stadt und Landkreis Hanau seit 1945., Hanau 2000, ISBN 3-9803940-2-6.
- Oberstedten im Taunus. Eine Ortsgeschichte, hrsg. vom Geschichts- und Kulturkreis Oberstedten e.V., Frankfurt 2000. ISBN 3-7829-0510-5 (mehrere Beiträge)
- Kommt ins Jugend-Rot-Kreuz! Zur Geschichte der Jugendrotkreuzbewegung in Stadt und Landkreis Hanau. Hanau 2001, ISBN 3-9803940-3-4.
- In der Region – für die Region. 125 Jahre Kreissparkasse Gelnhausen zwischen deutschem Kaiserreich und Europäischer Union, 1878-2003, hrsg. vom Vorstand der Kreissparkasse Gelnhausen, Gelnhausen 2003. ISBN 3-924417-36-9
- „Die Einwohner daselben arbeiten sehr fleißig...“ Ortschronik zur Geschichte Klein-Auheims anlässlich des 1200. Jahrestags der urkundlichen Ersterwähnung 2006. CoCon-Verlag, Hanau 2005, ISBN 3-937774-10-6.
- Wolfgang A. Nagel-Stiftung u. a. (Hrsg.), Begraben – aber nicht vergessen. Bekannte Persönlichkeiten auf Hanauer Friedhöfen, Hanau 2008 (größter Teil), ISBN 978-3-935395-12-0
- Mehrere Artikel, in: stadtzeit, Magazin für Hanau, Ausgabe 7, 2009, 950 Jahre Ersterwähnung Kesselstadt
- „Lasset uns Gutes tun und nicht müde werden!“ Zur Geschichte des Roten Kreuzes im Kreis Gelnhausen. Hrsg.: Deutsches Rotes Kreuz Kreisverband Gelnhausen, Gelnhausen 2010, ISBN 3-924417-45-8.
- Hanauer Geschichtsverein 1844 e.V. (Hrsg.), Der Dreißigjährige Krieg in Hanau und Umgebung (= Hanauer Geschichtsblätter, Bd. 45), Hanau 2011 (Schriftleitung und mehrere Beiträge), ISBN 978-3-935395-15-1
- Erschter Geschichtsbuch: Erbstädter Geschichte und Geschichten aus 775 Jahren, Nidderau 2012 (Schriftleitung, mehrere Beiträge).
- Überall Arbeitersamariter. Zur Geschichte der Arbeiter-Samariter-Bewegung in der Region Mittelhessen von 1913–2013. Offenbach 2013, ISBN 978-3-00-041167-0.
- „... diese mit Liebe gepflegte Anstalt ...“. Von der Lehn-Banco zur Sparkasse Hanau, 1738 – 2013, hrsg. aus Anlass des 275-jährigen Jubiläums vom Vorstand der Sparkasse Hanau, Hanau 2013. ISBN 978-3-00-041038-3 (größter Teil)
- Hanauer Geschichtsverein 1844 e.V. (Hrsg.), Hanau in der Epoche Napoleons. Zur Erinnerung an die Schlacht bei Hanau am 30. und 31. Oktober 1813 (= Hanauer Geschichtsblätter, Bd. 47), Hanau 2014 (Schriftleitung, mehrere Beiträge), ISBN 978-3-935395-21-2
- Die Anfänge der freien Advokatur in Hanau am Beispiel der Eberhards, Hanau 2017, Hrsg.: Ludwig Wollweber Bansch. ISBN 3-96049-008-9 (Schriftleitung, größter Teil)
- Erhard Bus, Marlen Dannoritzer: Die Geschichte Windeckens, Nidderau-Windecken 2022, Hrsg.: Heimatfreunde Windecken 1910 e.V. ISBN 978-3-00-072641-5.
- Erhard Bus / Markus Häfner: Hanau 1848/49 – ein Zentrum der Revolution in Deutschland. Die Aufzeichnungen des Zeitzeugen Georg Dörr (1821–1879), Hanau 2023, Hrsg.: Magistrat der Brüder-Grimm-Stadt Hanau Fachbereich Kultur, Stadtidentität und Internationale Beziehungen, ISBN 978-3-948834-48-7
- Aufsätze gemäß der Hessischen Bibliografie.